# Линарес Родригес, Хоан
Хоан Линарес Родригес (исп. Joan Linares Rodríguez; род. 24 февраля 1975, Барселона), более известный как просто Хоан — испанский игрок в мини-футбол. Нападающий испанского клуба «Талавера». Выступал за сборную Испании по мини-футболу. Известен выступлениями за испанские клубы «КЛМ Талавера», «Плайас де Кастельон» и «Бумеранг Интервью».

## Биография
Хоан начинал карьеру в «Барселоне», а в 1995 году стал игроком «КЛМ Талавера». В составе этого клуба он выиграл чемпионат Испании и Турнир Европейских Чемпионов. Хоан был важной частью команды на пути к этим успехам. Неоднократно он становился лучшим бомбардиром различных турниров: двух испанских чемпионатов (97/98 и 99/00), а также триумфального для испанского клуба розыгрыша Турнира Европейских Чемпионов 1998 года.
В 2000 году Хоан перешёл в «Плайас де Кастельон». В его составе он выиграл ещё один испанский чемпионат, последний розыгрыш Турнира Европейских Чемпионов и дебютный розыгрыш Кубка УЕФА по мини-футболу. Также он стал лучшим бомбардиром обоих этих евротурниров и отличался в каждом из их финалов (в финале ТЕЧ-2001 ему удался дубль в ворота российской «Дины»).
В 2002—2008 годах Хоан играл в составе испанского гранда «Бумеранг Интервью» и выиграл множество различных трофеев, включая ещё два Кубка УЕФА по мини-футболу. После этого он перешёл в клуб Серебряного дивизиона «Талавера» и за два сезона помог ему пробиться в Почётный дивизион.
В составе сборной Испании Хоан стал чемпионом мира 2000 года, чемпионом Европы 2001 года, а также неоднократным призёром этих турниров.

## Достижения
- Чемпион мира по мини-футболу 2000
- Серебряный призёр чемпионата мира по мини-футболу 1996
- Чемпион Европы по мини-футболу 2001
- Серебряный призёр Чемпионата Европы по мини-футболу 1999
- Бронзовый призёр Чемпионата Европы по мини-футболу 2003
- Победитель Турнира Европейских Чемпионов по мини-футболу (2): 1998, 2001
- Обладатель Кубка УЕФА по мини-футболу (2): 2001/02, 2003/04, 2005/06
- Обладатель Межконтинентального кубка (4): 2005, 2006, 2007, 2008
- Чемпион Испании по мини-футболу (6): 1996/97, 2000/01, 2002/03, 2003/04, 2004/05, 2007/08
- Обладатель Кубка Испании по мини-футболу (3): 2004, 2005, 2007
- Обладатель Суперкубка Испании по мини-футболу (5): 2002, 2003, 2004, 2006, 2008
- Обладатель Кубка обладателей кубков по мини-футболу 2008